# DVD-ROM
Pour un article plus général, voir DVD.
 (juin 2020).
Si vous disposez d'ouvrages ou d'articles de référence ou si vous connaissez des sites web de qualité traitant du thème abordé ici, merci de compléter l'article en donnant les références utiles à sa vérifiabilité et en les liant à la section « Notes et références ».
Le DVD-ROM (en anglais : Digital Versatile Disc - Read Only Memory) est un disque optique de type DVD utilisé pour stocker sous forme numérique des données destinées à être lues par un ordinateur. Il ne peut être utilisé qu'en lecture contrairement au DVD enregistrable.

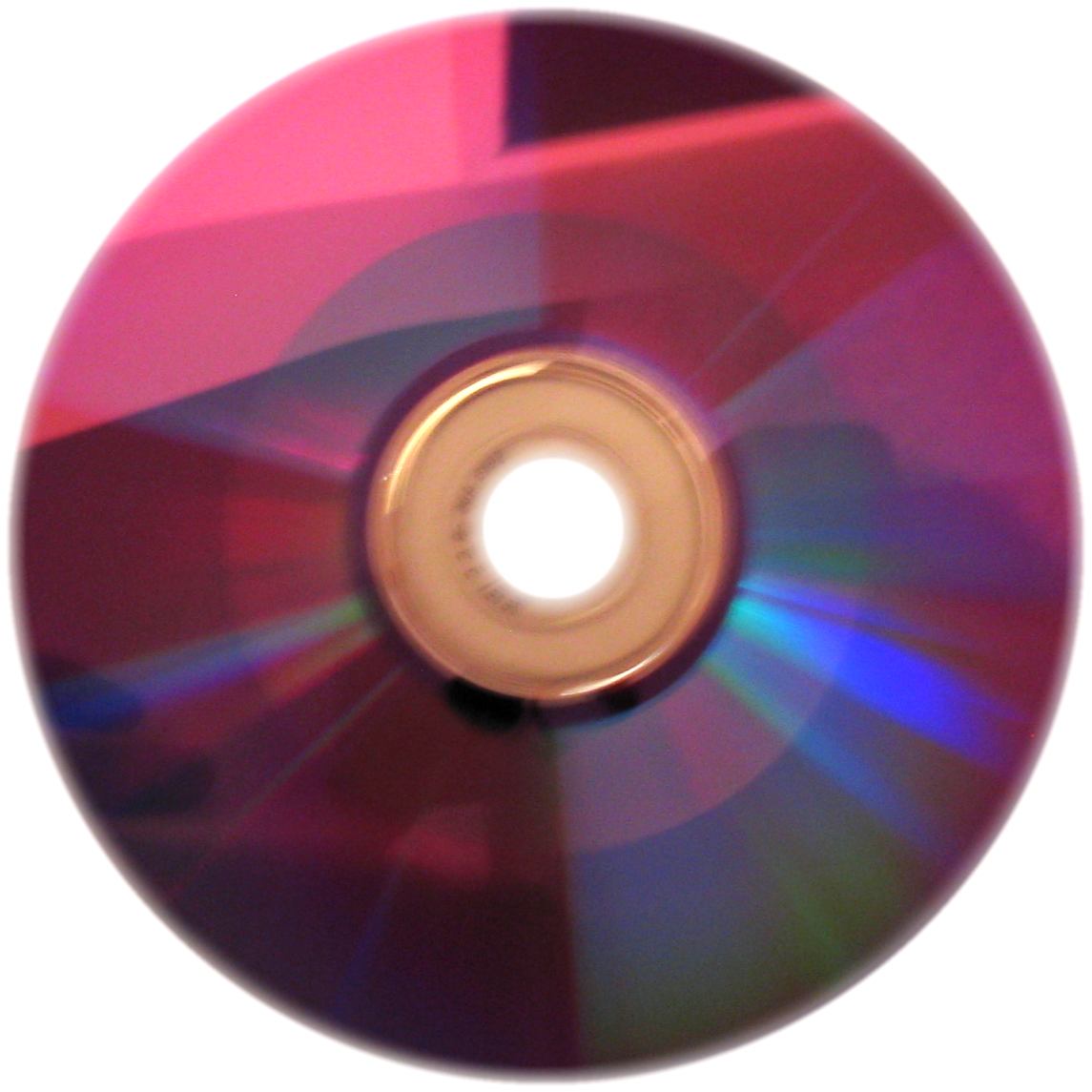
DVD pourpre de 4,7 Go.

## Durée de vie
Sa durée de vie dépend de la qualité des matériaux avec lesquels il a été fabriqué, des conditions de fabrication, de conservation et d'utilisation. Mais s'il est bien conservé, sa durée de vie peut-être relativement longue puisque la lecture par laser n'altère pas sa surface (contrairement à sa manipulation si elle est inadaptée).

### Conditions de durée de vie
Comme chaque disque optique, le DVD-ROM a aussi des conditions de préservation qui réduisent sa durée de vie.
Pour préserver un DVD-ROM, ou de manière générale un DVD en bon état, il faut :
- l'éloigner des sources d'humidité, de l'eau (qui peuvent provoquer l'apparition de moisissures) et de toute salissure (exemple: trace de doigts qui risquent de rayer sa surface);
- le protéger de la chaleur et particulièrement d'une exposition direct à la chaleur du soleil (qui peuvent altérer sa forme ou les résines employées pour coller les différentes parties du disque).

Pour une meilleure conservation, il est recommandé de le conserver à la verticale (afin d'éviter tout gondolement) dans un boîtier prévu à cet effet,.

### Usure
En tant que « disque lu sans contact » (par le laser du lecteur), il n’est pas soumis à une usure mécanique directe. Ce sont surtout les chocs engendrés lors des lectures (lecteurs portatif ou lecteur d'automobile) et les manipulations qui jouent un rôle prépondérant dans l'usure du DVD-ROM.